# Krauchenwies
Krauchenwies este o comună din landul Baden-Württemberg, Germania.

## Personalități marcante
- Karl Anton de Hohenzollern-Sigmaringen (1811-1885), șef al casei de Hohenzollern-Sigmaringen, prim-ministru al Prusiei (1858-1862) și tată al primului rege al României, Carol I.
- Leopold de Hohenzollern-Sigmaringen (1835-1905), primul fiu al prințului Karl Anton de Hohenzollern-Sigmaringen, fratele lui Carol I al României

1. ↑   http://www.statistik.baden-wuerttemberg.de/BevoelkGebiet/Bevoelkerung/01515020.tab?R=GS437065 Lipsește sau este vid: |title= (ajutor)